# Beverly Roberts
Pour les articles homonymes, voir Roberts.
Beverly Roberts est une actrice américaine née le 19 mai 1914 à Brooklyn, New York (États-Unis), et morte le 13 juillet 2009 à Laguna Niguel, Californie, à 95 ans.

## Filmographie
- 1936 : The Singing Kid : Ruth Haines
- 1936 : Héros malgré lui (Sons o' Guns) : Mary Harper
- 1936 : Two Against the World : Alma Ross
- 1936 : Hot Money : Grace Lane
- 1936 : Courrier de Chine (China Clipper) de Ray Enright : Jean 'Skippy' Logan
- 1937 : La Loi de la forêt (God's Country and the Woman) de William Keighley : Jo Barton
- 1937 : Her Husband's Secretary : Diane Ware
- 1937 : Tenth Avenue Kid : Susan
- 1937 : Un homme a disparu (The Perfect Specimen) : Alicia
- 1937 : À l'est de Shanghaï (West of Shanghai) : Mrs. Jane Creed
- 1937 : Expensive Husbands : Laurine Lynne
- 1938 : Daredevil Drivers : Jerry Neeley
- 1938 : Making the Headlines : Jeane Sandford
- 1938 : Call of the Yukon (en) : Jean Williams
- 1938 : Flirting with Fate : Patricia
- 1938 : Strange Case of Dr. Meade : Bonnie
- 1939 : I Was a Convict : Judy Harrison
- 1939 : First Offenders : Susan Kent
- 1939 : Tropic Fury de Christy Cabanne : Judith Adams
- 1939 : Main Street Lawyer : Flossie
- 1939 : Buried Alive : Joan Wright
- 1954 : Woman with a Past (série TV)